# Lindberg
Lindberg è un comune tedesco di 2 416 abitanti, situato nel land della Baviera.